# Compétition (biologie)
Pour les articles homonymes, voir Compétition.
 (janvier 2012).
Si vous disposez d'ouvrages ou d'articles de référence ou si vous connaissez des sites web de qualité traitant du thème abordé ici, merci de compléter l'article en donnant les références utiles à sa vérifiabilité et en les liant à la section « Notes et références ».

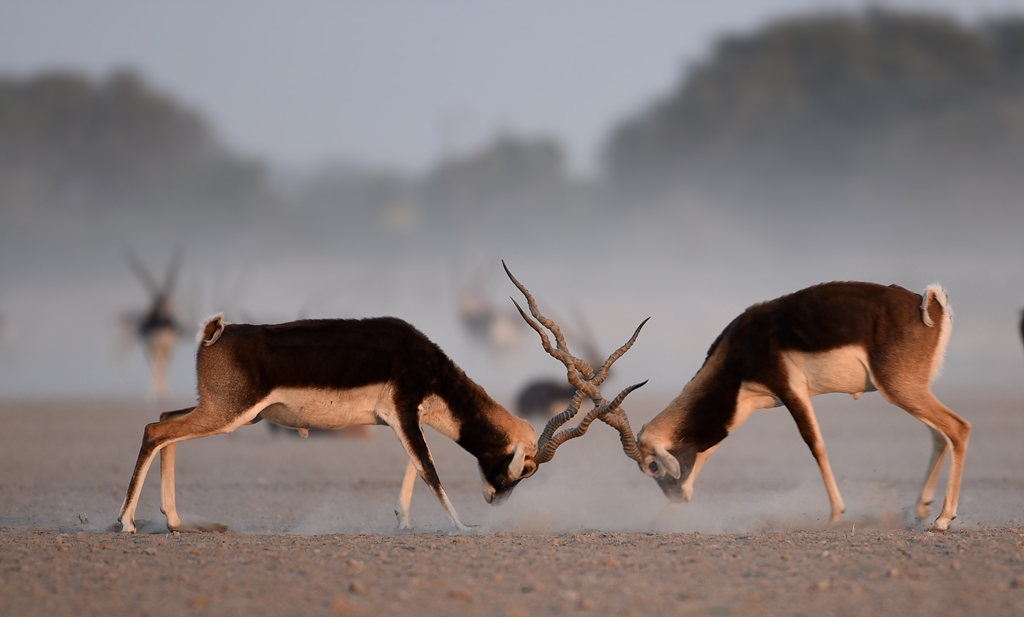
Deux mâles cervidés s'affrontant avec leur bois lors de la saison reproductrice

Dans le domaine de la biologie, la relation de compétition est une interaction caractérisée par la rivalité entre les espèces vivantes pour l'accès aux 
ressources limitées du milieu. Elle fait partie de facteurs biotiques et donc des relations entre les êtres-vivants. Elle peut être interspécifique (entre membres d'espèces différentes) ou intraspécifique (entre membres de la même espèce).
La compétition en écologie et biologie, est la « rivalité » entre espèces vivantes pour l'accès aux ressources du milieu. En réalité, cette « compétition » met souvent en jeu des associations d'organismes, d'espèces ou des guildes entières, ainsi que des phénomènes complexes de bioconstruction, de symbioses, mutualisme, etc., avec des espèces pionnières, des espèces fondatrices capables d'augmenter la capacité d'accueil d'un milieu. Des systèmes de régulation par auto-inhibition ou prédation (par exemple : relation prédateur-proie) de la compétition rendent la coexistence de nombreuses espèces possibles, même dans les milieux très pauvres (oligotrophes) qui sont d'ailleurs souvent les plus riches en biodiversité.

## La compétition par exploitation
La compétition par exploitation est la forme de compétition la plus répandue et résulte d'interactions indirectes entre compétiteurs (à l’échelle intraspécifique, c’est-à-dire au sein d’une même espèce ou à l’échelle interspécifique, c’est-à-dire entre espèces différentes). Elle émerge lorsque deux entités ou plus dépendent de l’utilisation de la même ressource, réduisant ainsi la disponibilité de celle-ci pour chacun des compétiteurs, sans qu’il y ait une interaction directe entre eux (voir compétition par interférence).
Certains auteurs définissent des critères précis pour encadrer les situations où la compétition par exploitation se produit , notamment dans le cas de la compétition interspécifique :
- deux ou plusieurs espèces doivent partager une ressource ;
- la survie et/ou la reproduction des espèces compétitrices doit être limitée par la disponibilité de cette ressource ;
- la présence d’une espèce doit affecter négativement l’acquisition des ressources par l’autre espèce ;
- les mécanismes d’interférence et autres doivent être exclus.

En termes de compétition par exploitation, la compétitivité peut être indexée sur la capacité d’une espèce à acquérir et utiliser efficacement une ressource limitante, sa résistance face à une diminution de cette ressource, mais aussi par sa capacité à réduire la disponibilité de la ressource pour ses voisins, Cette compétitivité peut dépendre de divers facteurs selon les espèces et ressources considérées : densité, biomasse totale, taille de l’organisme. Ces facteurs peuvent influencer le résultat de la compétition de façons différentes, bien que la taille ait généralement moins d’impact dans la compétition par exploitation que dans la compétition par interférence.
La ressource faisant l’objet de la compétition par exploitation peut être variée : chez les plantes notamment, on retrouve la compétition pour les nutriments, mais aussi celle pour l’eau, l’espace en sous-sol et au-dessus de la terre, ainsi que pour la lumière. La compétition pour la lumière est particulière dans le sens où elle est asymétrique : les plantes les plus grandes réduisent la disponibilité en lumière pour les plantes les plus petites d’une quantité supérieure à leur propre utilisation. Ceci explique pour certains auteurs la double réponse des communautés de plantes à un gradient en ressources croissant, à savoir une diminution de la diversité en espèce et un décalage du type d’espèces allant de petites plantes à croissance lente vers de grandes plantes à croissance rapide .
Les impacts de la compétition par exploitation sont divers : fuite vers des niches écologiques moins occupées, effets négatifs sur les paramètres démographiques et physiologiques (survie ou taux de fécondité en baisse) , diminution du taux de croissance corporelle , ou encore adaptations comportementales . Dans certains cas, elle peut mener à l’exclusion compétitive, à savoir la disparition de la population la moins compétitive.
Dans le cas de la compétition par exploitation intraspécifique, un modèle adapté est celui de la densité-dépendance de premier ordre, à savoir le modèle logistique, que décrit l’équation suivante :
{\displaystyle \operatorname {d} \!N/\operatorname {d} \!t=r\times N(t)\times (1-\left[{\frac {N(t)}{K}}\right])}
dN / dt représentant la variation temporelle des effectifs N au cours du temps t, r est le taux de croissance intrinsèque de la population considérée, et K la capacité de charge du milieu occupé. On définit notamment K comme le nombre d’individus à partir duquel une ressource limitante du milieu est surexploitée au point que la croissance de la population ne peut se maintenir. Ainsi, plus le nombre d’individus s’approche de K, plus la compétition pour l’exploitation de cette ressource limitante est forte, et plus les effets sur la fécondité et la mortalité de chaque individu sont néfastes jusqu’à atteindre un équilibre à N = K où la population ne croît plus. En effet, lorsque la population s’approche de la capacité de charge, la compétition impose un coût de plus en plus grand sur chaque individu. Ce coût dépend là encore de la situation et de la ressource considérée. Par exemple, chez certains primates dont les ressources alimentaires sont réparties en îlots dispersés, un groupe de trop grande taille conduira à une déplétion rapide des îlots à proximité et donc à une augmentation du temps passé à se déplacer vers les îlots situés plus loin,.
La compétition par exploitation est ainsi un processus clé régulant la dynamique des communautés et est considérée comme un des principaux mécanismes expliquant le succès de nombreuses espèces invasives.
Il est donc important de trouver des solutions face aux espèces qui souffrent de la compétition par exploitation à cause des espèces invasives. Dans certaines régions, un retrait des espèces invasives est mis en place . Il existe également la possibilité de créer des zones d’espèces protégées, où les espèces les plus affectées auront une quantité de ressources nécessaire et un habitat stable afin d’avoir une reproduction qui permet la continuité de l’espèce. De nos jours, les mesures prises sont nombreuses, mais les nouvelles solutions adoptées doivent intégrer des stratégies préventives, afin d’anticiper les processus de compétition, et d’éviter une perte de la biodiversité.

## La compétition apparente
La compétition apparente est une compétition indirecte (comme la compétition par exploitation), qui a lieu par le biais d'un consommateur (prédateur ou parasite). Il y a compétition apparente entre deux populations (N1 et N2) quand l'augmentation de la densité en consommateur (P) due à la présence d'une première proie (N1) cause une diminution de la densité d'une seconde proie (N2). Dans ce cas la présence de N1 cause une diminution de N2 (il y a donc un effet de compétition), par le biais d'un prédateur (P).

## La compétition par interférence
La compétition par interférence correspond à une compétition intraspécifique ou interspécifique. Elle se caractérise par interaction directe (agressions, vols, territorialité) ou indirecte (bloquer l’accès, empoisonnement) entre les individus pour une ressource limitante. Cette ressource peut être une source d’alimentation, un habitat ou un partenaire sexuel.
Les changements globaux sont des enjeux majeurs aujourd’hui et ont aussi un impact sur la compétition par interférence. En effet, le changement climatique produit des grands flux de populations vers des habitats plus propices créant des chevauchement d’habitats entre les populations. De plus, par les activités anthropiques, on retrouve de plus en plus d’espèces invasives qui entrent en compétition par interférence avec les espèces natives.
Ces nouveaux compétiteurs peuvent surpasser les espèces natives en termes de compétition par interférence pouvant mener à l’exclusion compétitive de ces espèces avec l’aide, notamment, d’effets Allee.

### Généralités
La compétition par interférence dépend de la densité de population, de l’âge des organismes considérés, et des espèces elles-mêmes. Elle se caractérise par une diminution de la fitness des individus d’une population par l’action directe d’une autre population compétitrice.
Un compétiteur peut être reconnu de manière innée ou par apprentissage après une première rencontre. En compétition intraspécifique, la distinction entre un compétiteur et un pair se fait par apprentissage par exemple, avec les chants d’oiseaux qui sont différents entre populations d’une même espèce.
Comme toute stratégie, elle est soumise aux différents mécanismes évolutifs. L’évolution peut sélectionner l’incorporation du même phénotype que les compétiteurs dominants (mimétisme). Ainsi, les espèces subordonnées subissent moins de compétition et ont accès aux ressources. Certaines théories évoquent même l’hypothèse que la compétition intraspécifique par interférence aurait un lien avec l’évolution de certaines stratégies telles que la défense de territoires ou la formation de harems (appropriation des ressources pour maximiser sa fitness).
Par exemple, elle est plus forte entre les carnivores et peut se manifester par du harcèlement. Chez les organismes de plus petites tailles comme les bactéries, la compétition par interférence se fait par la sécrétion de toxine.
Les compétitions par interférence sont souvent illustrées entre des espèces proches mais il existe des cas entre espèces éloignées.

### Modèle mathématique
Il existe un modèle (développé par Priyanga Amarasekare) permettant de calculer la dynamique d’une ressource (1) et de deux populations (2) et (3) de consommateurs de cette ressource. Dans ce modèle, les deux populations sont en compétition pour cette ressource et interagissent directement par interférence mais également indirectement par exploitation. Les deux types de compétition sont indissociables ici car elles ont le même impact sur les dynamiques considérées.
{\displaystyle (2){\frac {dC_{1}}{dt}}=C_{1}{\biggl [}e_{1}f_{C_{1}}(R)-d_{1}-{\biggl (}g_{12}(C_{2})\pm \beta _{1}g_{21}(C_{2}){\biggr )}{\biggr ]}}
Avec :
{\displaystyle R} : Abondance de la ressource
{\displaystyle \gamma (R)}: Croissance de la ressource
{\displaystyle C_{1}}: Abondance du consommateur 1
{\displaystyle C_{2}}: Abondance du consommateur 2
{\displaystyle f_{C_{i}}}: Réponse fonctionnelle (consommation) du consommateur i
{\displaystyle e_{i}}: Nombre de descendants produits par unité de ressource consommée
{\displaystyle d_{i}}: Mortalité intrinsèque de i, indépendante de la ressource ou de j
{\displaystyle g_{ij}(C_{j})}: Effet de l’interférence et de l’exploitation de j sur i, par individu
{\displaystyle \beta _{i}g_{ji}(C_{j})}: Coût ou bénéfice de i à exploiter et interférer avec j

#### Construction du modèle
représente la dynamique de la ressource R en absence de consommateur avec : {\displaystyle \gamma (R)} la croissance de cette ressource.
représente la dynamique de la population de consommateurs 1 sans compétiteur avec :
- {\displaystyle C_{1}}l'abondance du consommateur 1,
- {\displaystyle e_{1}}le nombre de descendants produits par unité de ressource consommée,
- {\displaystyle f_{C_{1}}}le taux de consommation de la ressource par la population 1 (réponse fonctionnelle),
- {\displaystyle d_{1}}la mortalité intrinsèque de la population 1, indépendante de la ressource.

On ajoute à la dynamique (5) l'effet de l'arrivée d'une population compétitrice 2 qui a deux composantes :
- L'effet de l'interférence et de l'exploitation de la population 2 sur la dynamique de la population 1, par individu : {\displaystyle g_{12}(C_{2})}toujours positif.
- Le coût ou bénéfice de la population 1 à exploiter et interférer avec la population 2, par individu : {\displaystyle \beta _{1}g_{21}(C_{2})}toujours positif.

On obtient alors :
On peut en déduire la dynamique de la population 2 :
Enfin, on soustrait l'impact des populations 1 et 2 sur la ressource à partir de l'équation (4) :

#### Interprétation du modèle
Dans le cas où l’interaction apporte un bénéfice à une seule ou aux deux populations, on utilise « - » devant {\displaystyle \beta _{i}} qui représente les bénéfices apportés à i par l’interaction qui sont réinvestis dans la reproduction.
Dans le cas où l’interaction engendre un coût pour les deux populations (soit le sens classique de la compétition), on utilise « + » devant {\displaystyle \beta _{i}} qui peut nous permettre d’interpréter en partie la dynamique :
- Si {\displaystyle \beta _{i}} = 1, le coût de l’interférence pour i est égal à l’impact de cette interférence sur la dynamique de j.
- Si {\displaystyle \beta _{i}} < 1, le coût de l’interférence pour i est inférieur à l’impact de cette interférence sur la dynamique de j.
- Si {\displaystyle \beta _{i}} > 1, le coût de l’interférence pour i est supérieur à l’impact de cette interférence sur la dynamique de j.

En somme, P. Amarasekare démontre que, dans ce modèle, deux espèces en compétition par interférence pour une même ressource ne peuvent pas coexister dans le cas où elle n’apporte que des coûts aux deux espèces. L’une des deux espèces va exclure l’autre de l’environnement. Les causes possibles étant :
- Une dominance de l’espèce excluante.
- Un effet de priorité (“priority effect”), où l’espèce excluante a une abondance basale plus importante que l’espèce exclue.

En effet, le résultat d’une compétition par interférence dépend de la taille initiale des populations.

En considérant le cas d’un bénéfice de l'interférence pour l’une des deux espèces, la coexistence est possible si et seulement si l’espèce qui interfère le moins est celle qui est meilleure en termes d’exploitation de la ressource.

### Les types de compétition par interférence

#### Interférence directe
La compétition par interférence directe correspond à une compétition où il y a mise en place de stratégies d’agressions, de vol ou d’appropriation de ressources. Il doit donc y avoir un contact social, un lien physique entre les 2 organismes. Les interférences directes sont souvent asymétriques, c’est-à-dire qu’il y a des dominants qui affectent fortement les autres compétiteurs et qui ont accès à la plus grande partie de la ressource et des subordonnés qui sont brimés par les dominants et ont accès à une faible part de la ressource. On retrouve plusieurs exemples d’interférence directe.
Par exemple, l’espèce Colobus guereza est une espèce de singe qui s'organise en différents groupes. Chaque groupe occupe une zone vitale et des zones d’alimentation. Les combats ont donc lieu pour avoir accès à des ressources présentes dans des zones de groupes différents ou pour les défendre. Lorsque des groupes d’individus de la même espèce combattent entre eux, c’est ce que l’on appelle la théorie BGC (Between-Group Competition) avec 8 prédictions validées chez les C. guereza par Tara R. Harris. Chez cette espèce, il n’y a que les mâles qui prennent part au combat. Le groupe gagnant prend alors le territoire de l’autre et se nourrit des mêmes ressources que le groupe perdant. Mais les guereza sont conscients des densités des différents arbres présents. Ils peuvent alors entrer en combat pour avoir accès à un seul arbre rare. Une hiérarchie entre les groupes se met en place où les meilleurs compétiteurs ont accès à plus de ressources et de meilleure qualité que les groupes subordonnés, ce qui entraîne un meilleur succès reproductif et donc une meilleure fitness. En effet, les femelles appartenant aux groupes supérieurs ont donc accès à plus de nourriture et peuvent donc dépenser plus d’énergie dans la reproduction.
Les guereza sont des frugivores et sont donc en manque de nutriments comme le sodium que l’on peut trouver uniquement dans l'eucalyptus, qui ne se trouve que dans une zone limitée. À nouveau, on remarque la mise en place d’une hiérarchie entre groupes puisque les zones vitales des groupes supérieurs se trouvent à une dizaine de mètres de cette zone alors que les groupes inférieurs parcourent une centaine de mètres tous les jours pour obtenir cette ressource.
La compétition par interférence peut empêcher la restauration locale d’une espèce en danger.
Elle agit directement sur les aires de reproduction dont l’accès diminue pour l’espèce la moins compétitive.
En effet, en Suède, Norvège et Finlande, les populations de renards polaires sont en danger d’extinction. Malgré une protection active depuis plus de 90 ans, les populations ont eu beaucoup de difficulté à se restaurer. Par exemple, le renard roux a étendu son territoire au fil des années en raison du réchauffement climatique, ainsi les renards roux et arctiques se partagent une partie de leur domaine vital. Les renards roux, plus compétitifs que les renards polaires, accaparent les terriers de reproduction de meilleure qualité par des comportements agressifs et les renards polaires les évitent spatialement alors qu’ils les utilisaient traditionnellement (avant que les renards roux étendent leur territoire).
Les renards polaires utilisent deux fois plus les terriers de reproduction de bonne qualité en l’absence de renards roux dans le voisinage que lorsque ceux-ci sont à proximité (c’est-à-dire à une distance de six à dix kilomètres). Cependant, certains renards polaires se reproduisent même en présence de renards roux à proximité ce qui entraîne un comportement très agressif des renards roux par des morsures et même meurtrier par l’attaque des petits.
La compétition par interférence interspécifique se joue à une échelle locale entre individus même si ces mêmes espèces peuvent coexister à une échelle régionale. Certaines espèces peuvent exclure l’espèce la moins compétitive d’une partie de leur zone d’habitat où ils se reproduisent et se nourrissent. Cela peut avoir un effet significatif sur la population si la zone de refuge est moins adéquate que celle d’origine.
Par exemple, les terriers utilisés pour la reproduction des renards polaires ont des altitudes significativement plus hautes que ceux des renards roux. Ils utiliseraient donc des refuges de compétition pour éviter la rencontre avec l’espèce la plus compétitive. Or pour les renards polaires la disponibilité en ressources alimentaires est un facteur déterminant pour la reproduction et cette accessibilité est diminuée par le recul dans les hautes altitudes ce qui peut avoir un effet sur la restauration de la population.
Ces compétitions interspécifiques sont de plus en plus nombreuses à échelle globale avec l’introduction d’espèces invasives comme la fourmi d’Argentine Linepithema humile. Cette fourmi à la particularité de ne pas faire de compétition intraspécifique ce qui permet une bonne croissance de la colonie. La fourmi d’Argentine est très compétitive, elle bloque et accapare l’accès aux ressources alimentaires déjà utilisées par une autre espèce et déplace les espèces locales. Elle diminue la densité de population d’espèces natives au Japon, à Hawaii, en Californie ou encore en Afrique du Sud grâce à la combinaison d’une grande densité d’ouvrières, d’un recrutement rapide et d’un comportement interspécifique très agressif.
En présence d’une ressource alimentaire, une colonie de fourmis d’Argentine est capable d’évincer presque entièrement la colonie d’espèce locale en moins de vingt minutes. Le recrutement de congénères chez la fourmi d’Argentine est jusqu’à 10 fois plus important que pour les espèces natives et la densité de fourmis d’espèces locales ayant accès à la ressource diminue fortement jusqu’à être quasiment nul.
Elle adopte alors un comportement agressif où elle mord et tire la pâte de son adversaire. Principalement, elle combat en tendant son abdomen, attrapant et mordant son opposant ce qui peut être aussi accompagné de défenses chimiques. Les combats sont généralement en un contre un, mais la fourmi d’Argentine peut recruter jusqu’à six individus pour attaquer simultanément la même fourmi native.
Pour les espèces locales des broussailles côtières d’Australie, les réponses à ces agressions varient : certaines sont très combatives comme Pheidole, d’autres telles que Iridomirmex bicknelli se déplacent frénétiquement et se montrent agressives mais combattent moins fréquemment que les autres espèces locales.
D’autre part, la fourmi d’Argentine est territoriale ce qui explique son caractère invasif. En effet, pendant qu’un nombre d’individus de la colonie de fourmis d’Argentine accapare les ressources alimentaires, très souvent une autre partie cherche activement et réussit à pénétrer le nid de l’espèce locale.
Comme pour l’exemple précédent, d’autres espèces de fourmis comme Mytmecocystus mimicus et Pogonomyrmex entrent en compétition directe. Ici, Mytmecocystus mimicus vole la nourriture de Pogonomyrmex en l’attendant proche de leur nid, nommé du cleptobiose. Elles vont leur faire une inspection, si Pogonomyrmex porte des proies telles que des termites, alors Mytmecocystus mimicus va l’attaquer férocement et voler la proie. L’inspection d’une fourmi Pogonomyrmex se fait souvent par deux ou trois Mytmecocystus.
Cette compétition semble étrange au départ car Mytmecocystus mimicus est plutôt un prédateur et un charognard alors que Pogonomyrmex se nourrit essentiellement de végétaux.
Mais en réalité cette compétition est surtout présente lors de la saison des pluies où les corps des termites sortent de la terre et donc est plus simple de se nourrir de termites ou autres proies et leur procure plus d’énergie.

#### Interférence indirecte
La compétition par interférence indirecte correspond à une compétition où il n’y a pas de contact physique. C’est-à-dire que cette compétition peut se faire en bloquant l’accès à la ressource ou bien par la sécrétion de substances chimiques.
Un exemple de compétition par interférence indirecte est celle entre 2 espèces de fourmis Pogonomyrmex barbatus et Novomessor cockerelli. Ces deux espèces de fourmis ont des niches écologiques qui se chevauchent et se battent pour la même ressource, des graines. Avant le lever du soleil, les fourmis A. cockerelli vont boucher l’entrée de certains nids des fourmis P. barbatus avec des petits cailloux. La conséquence de cette obstruction est la diminution du temps de recherche de ressources pour P. barbatus, ce qui permet à A. cockerelli d’obtenir plus de ressources.
De plus, ces interactions peuvent dépendre de l’âge des nids et de leurs distances entre eux. En effet, les nids jeunes de P. barbatus sont plus susceptibles d’être bouchés lorsqu’ils se trouvent près des nids de A. cockerelli mais les nids d’âge moyen sont plus susceptibles d’être bouchés lorsqu’ils sont éloignées.
Un deuxième exemple de compétition par interférence indirecte est la production de toxines dirigées contre d’autres cellules, chez les microorganismes tels que Pseudomonas aeruginosa et Escherichia coli. La compétition intervient lors de la présence de génotypes étrangers. Elle va affecter la survie ou la reproduction d’une autre bactérie. On observe les effets de cette compétition par différentes réponses de stress de la cellule. Ces réponses ont pour but de la protéger. On va observer les réponses de stress à la suite de dégâts touchant l’enveloppe bactérienne ou l’ADN directement. En effet, elle influence la sélection naturelle, chez les bactéries, avec la sécrétion de toxines spécifiques ou de molécules bénéfiques par exemple. Il est alors prouvé que les toxines sont à l’origine de la coévolution des mesures défensives. Enfin, la compétition a un effet important sur l’évolution des réseaux de régulation des bactéries.